# Insight (psychanalyse)
Ne doit pas être confondu avec Insight (psychologie cognitive).
En psychanalyse, insight est une traduction d'« Einsicht » qui signifie « moment privilégié de prise de conscience ». Dans la première topique, il s'agit de rendre conscient l'inconscient alors que dans la seconde topique, il s'agirait de passer d'un niveau non-organisé, le ça à un processus organisé le moi (Wo es war, soll Ich werden), ou autrement dit, passer des processus primaires aux processus secondaires.
C'est Hermine von Hug-Hellmuth qui, la première, a défini l'insight avec le sens actuel : elle indique que la finalité de l'analyse est de promouvoir l'insight le plus complet des pulsions et des sentiments inconscients. Selon R. Horacio Etchegoyen, l'insight doit être conçu comme intransmissible : « je ne puis avoir d'insight que de moi-même ». L'insight de l'analyste regarde le contre-transfert alors que celui du patient passe en grande partie par l'analyse de son transfert. Il donne par ailleurs un exemple clinique assez illustratif, il s'agit d'un patient qui voyage avec un ami qui conduit et qui, subrepticement lui frôle la jambe ; il dit alors : « À cet instant, j'ai ressenti une rare excitation et je me suis rendu compte que mon ami était l'amant de ma femme », ce qui est une construction délirante (l'« expérience délirante primaire » de Karl Jaspers). 
Pour un phénoménologiste, cette construction est incompréhensible alors que pour l'analyste précité Etchegoyen, il s'agit d'un montage défensif dont l'insight aurait pu être, à l'opposé du délire : « Mon amitié avec Untel a une composante érotique, j'éprouve un certain sentiment homosexuel pour lui, à preuve l'excitation ressentie... ». Le moment d'insight serait alors venu à la place du vécu délirant. « L'insight est une nouvelle connexion de signification modifiant la notion que le sujet a de lui-même ». Pour Paula Heimann l'insight « doit être considéré comme l'acte essentiellement personnel de se voir soi-même ». Quelle que soit la définition retenue en psychanalyse, l'insight, pour produire son effet comme facteur de progrès - et pas comme préalable d'une cure ! - doit être accompagné d'une élaboration (verbale) ou perlaboration sans quoi il ne devient qu'un phénomène de catharsis sans effet à long terme. La catharsis comme effet exclusif ressort d'une vision pré-psychanalytique (les cures de Freud et Breuer) ou de traitements actuels désignés sous l'appellation néo-catharsis (certaines formes d'hypnose, etc.)